# رئیس‌جمهور کره جنوبی
رئیس‌جمهور کره جنوبی بنابر قانون اساسی جمهوری کره، اولین مدیر اجرایی کشور، رئیس دولت کره، فرمانده کل نیروهای مسلح و رئیس کشور کره جنوبی محسوب می‌شود. در قانون اساسی و اصلاحیه مربوط به انتخابات ریاست جمهوری آن در سال ۱۹۸۷، انتخاب رئیس‌جمهور باید از طریق رأی مستقیم و مردم انجام شود که به شانزده سال انتخاب غیر مستقیم رئیس‌جمهور در دو حکومت پیش از آن پایان داد.
هم‌اکنون، رئیس‌جمهور کره جنوبی با رأی مستقیم مردم برای یک دوره ۵ ساله انتخاب می‌شود و قابلیت انتخاب شدن در دوره بعدی را ندارد. اگر پست ریاست جمهوری خالی بماند، جانشین باید ظرف ۶۰ روز انتخاب شود که تا آن زمان وظایف ریاست جمهوری به عهده نخست‌وزیر کره جنوبی یا دیگر اعضای ارشد کابینه که ترتیب آن در قانون ذکر شده، می‌باشد. رئیس‌جمهور در زمان ریاست در کاخ آبی (چیونگ وا دا) زندگی می‌کند و در قانون به غیر از انجام شورش و خیانت دارای مصونیت قضایی می‌باشد.
عمده‌ترین و حساس‌ترین تصمیمات سیاسی، اقتصادی و فرهنگی کشور توسط شخص رئیس‌جمهور و مشاوران وی در نهاد ریاست جمهوری اتخاذ می‌گردد. نخست‌وزیر با پیشنهاد رئیس‌جمهور و تصویب مجلس ملی کره انتخاب می‌شود. نخست‌وزیر و هیئت وزرا در جلساتی که به ریاست رئیس‌جمهور تشکیل می‌شود دربارهٔ امور مختلف کشور تصمیم‌گیری می‌کنند. در غیاب رئیس‌جمهور، نخست‌وزیر ریاست کابینه را بر عهده دارد. وزیران مسئول اتخاذ تصمیمات نهایی نبوده و این تصمیمات باید توسط رئیس‌جمهور اتخاذ و برای اجراء ابلاغ گردد.
هجدهمین  انتخابات ریاست جمهوری کره جنوبی در دسامبر ۲۰۱۲ برگزار شد که پارک گون هه به عنوان رئیس‌جمهور این کشور (و اولین رئیس‌جمهور زن کره جنوبی و کشورهای حوزه شرق آسیا) انتخاب و از ۲۵ فوریه ۲۰۱۳ رسماً پست ریاست جمهوری را در دست گرفت. او از سوی مخالفان دولت به تخلف از قانون اساسی، فساد مالی و سوءاستفاده از قدرت متهم شد و پارلمان کره جنوبی روز جمعه ۸ دسامبر ۲۰۱۶، با تصویب طرح استیضاح پارک گون-هه، رئیس‌جمهوری این کشور رأی به عدم کفایت او داد.
کابینه دولت متشکل از ۱۸ وزیر است. علاوه بر کابینه، رئیس‌جمهور از خدمات ۳ مشاور عالی و ۹ مشاور ریاست جمهوری و ۴۰ دستیار در امور مختلف کشور بهره‌مند می‌شود.

## فهرست رئیس‌جمهورهای کره جنوبی

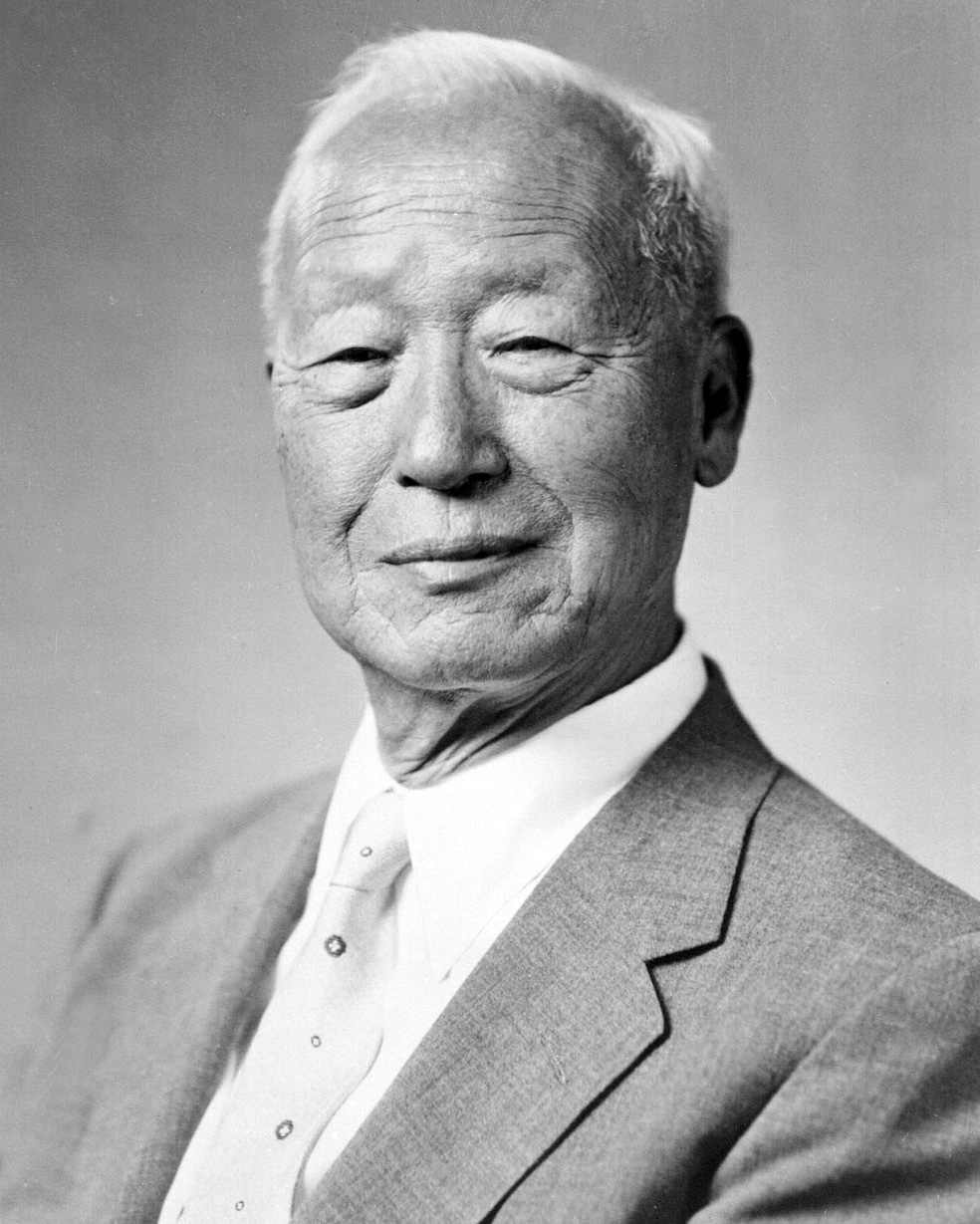
نخستین — ایسونگمن ری 1st, 2nd, & 3rd terms(served: 1948–1960)
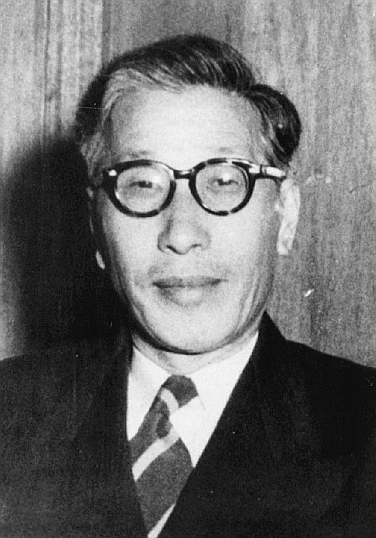
Heo Jeong (acting: April–June, June–August 1960)
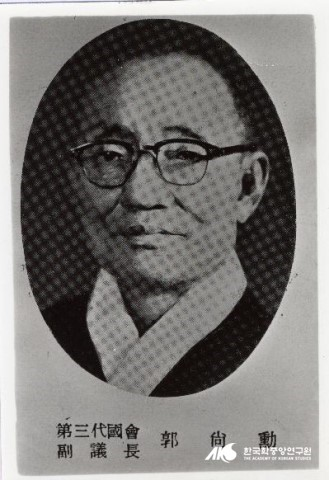
Kwak Sang-hoon (acting: June 1960)
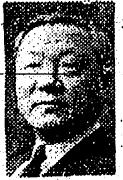
Baek Nak-jun (acting: August 1960)
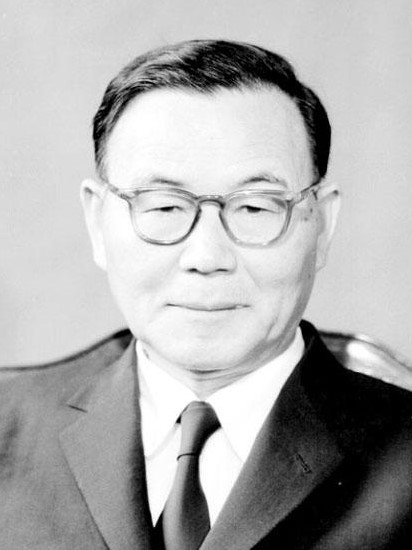
دومین — یون پو سان 4th term(served: 1960–1962)
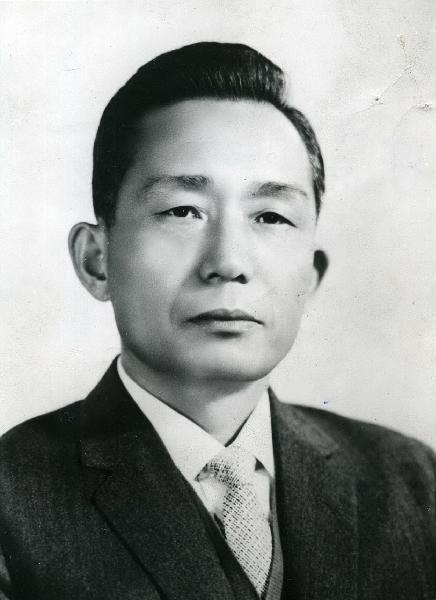
سومین — پارک چونگ هی 5th, 6th, 7th, 8th, & 9th terms(acting: March 1962 – December 1963)(served: 1963–1979)
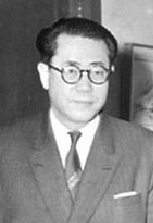
چهارمین — چوی کیو-ها 10th term(acting: October–December 1979)(served: 1979–1980)
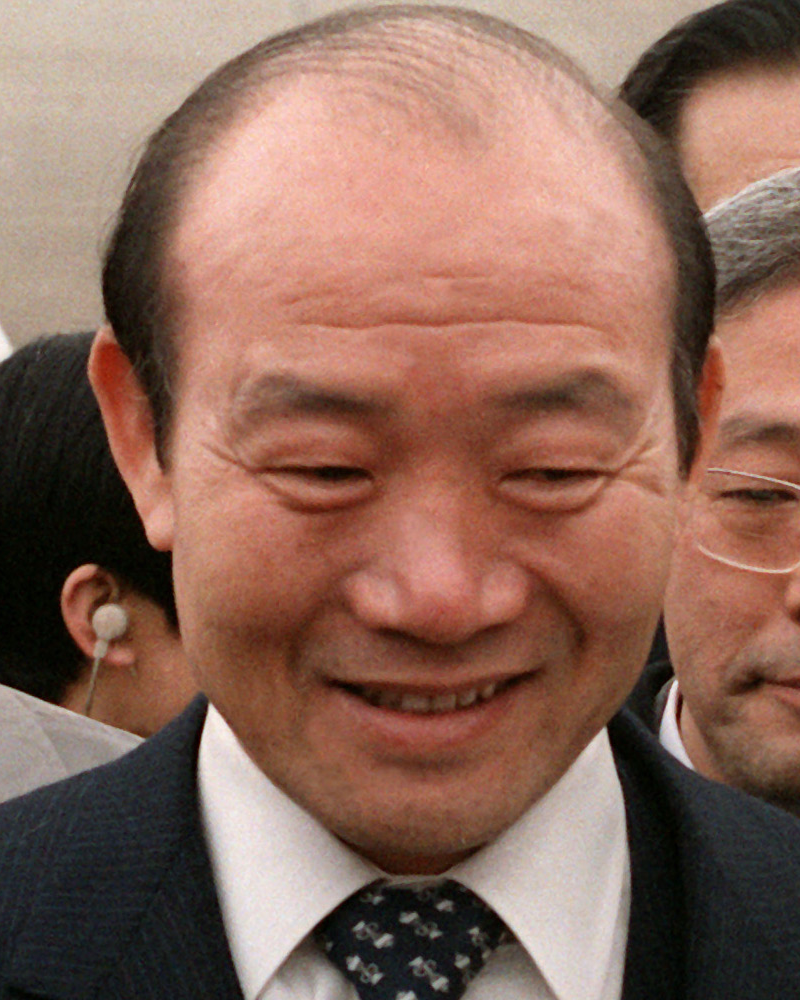
پنجمین — چون دو هوان 11th & 12th terms(served: 1980–1988)
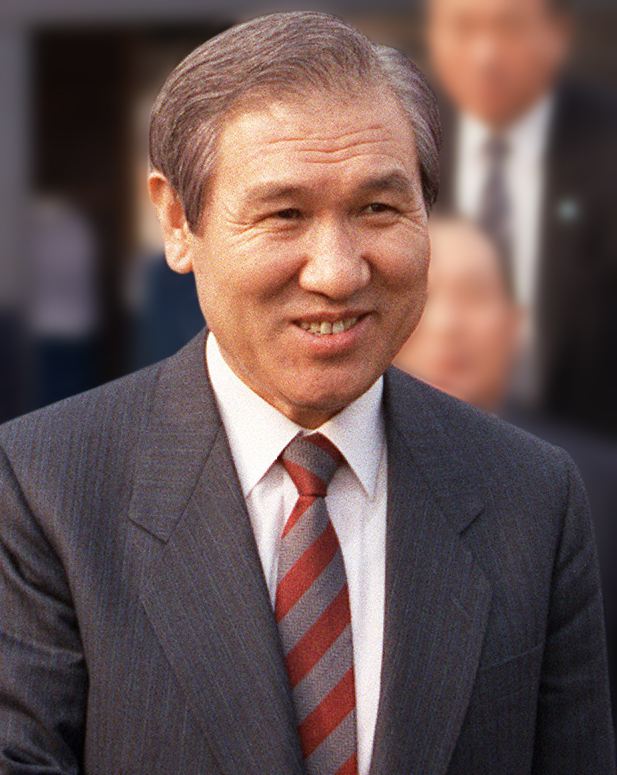
ششمین — روه تای-وو 13th term(served: 1988–1993)
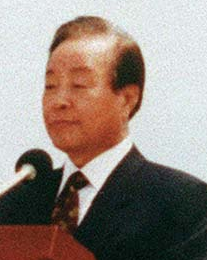
هفتمین —  کیم یونگ-سام 14th term(served: 1993–1998)
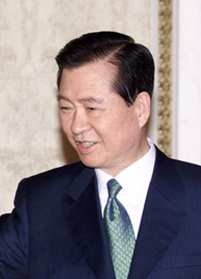
هشتمین — کیم دای جونگ 15th term(served: 1998–2003)
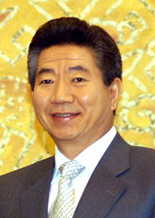
نهمین — رو مو هیون 16th term(served: 2003–2008)
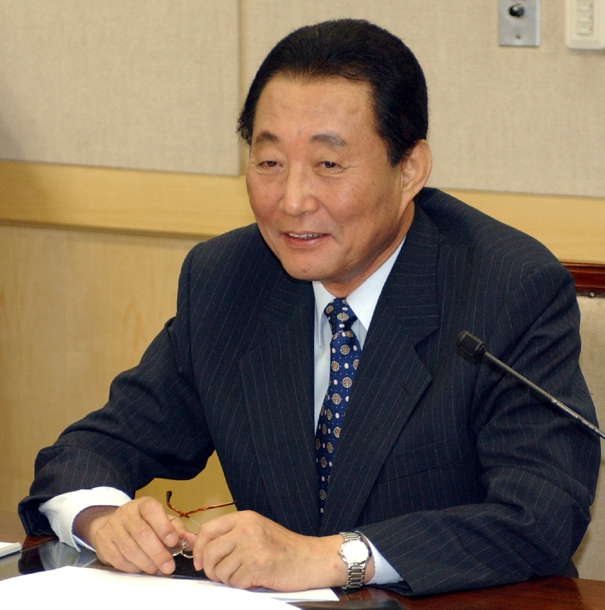
گو کان (acting: March–May 2004)[الف]
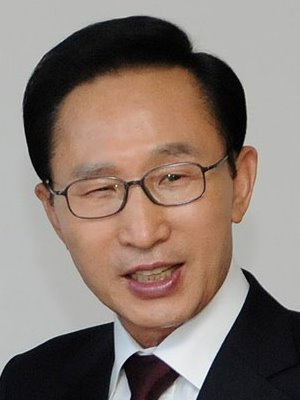
دهمین — لی میونگ باک 17th term(served: 2008–2013)
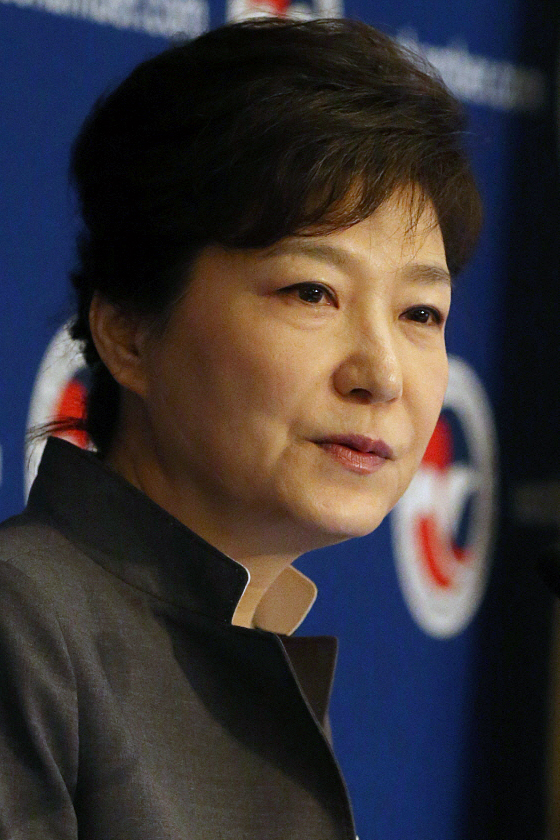
یازدهمین —  پارک گون-هه 18th term(served: 2013–2017)
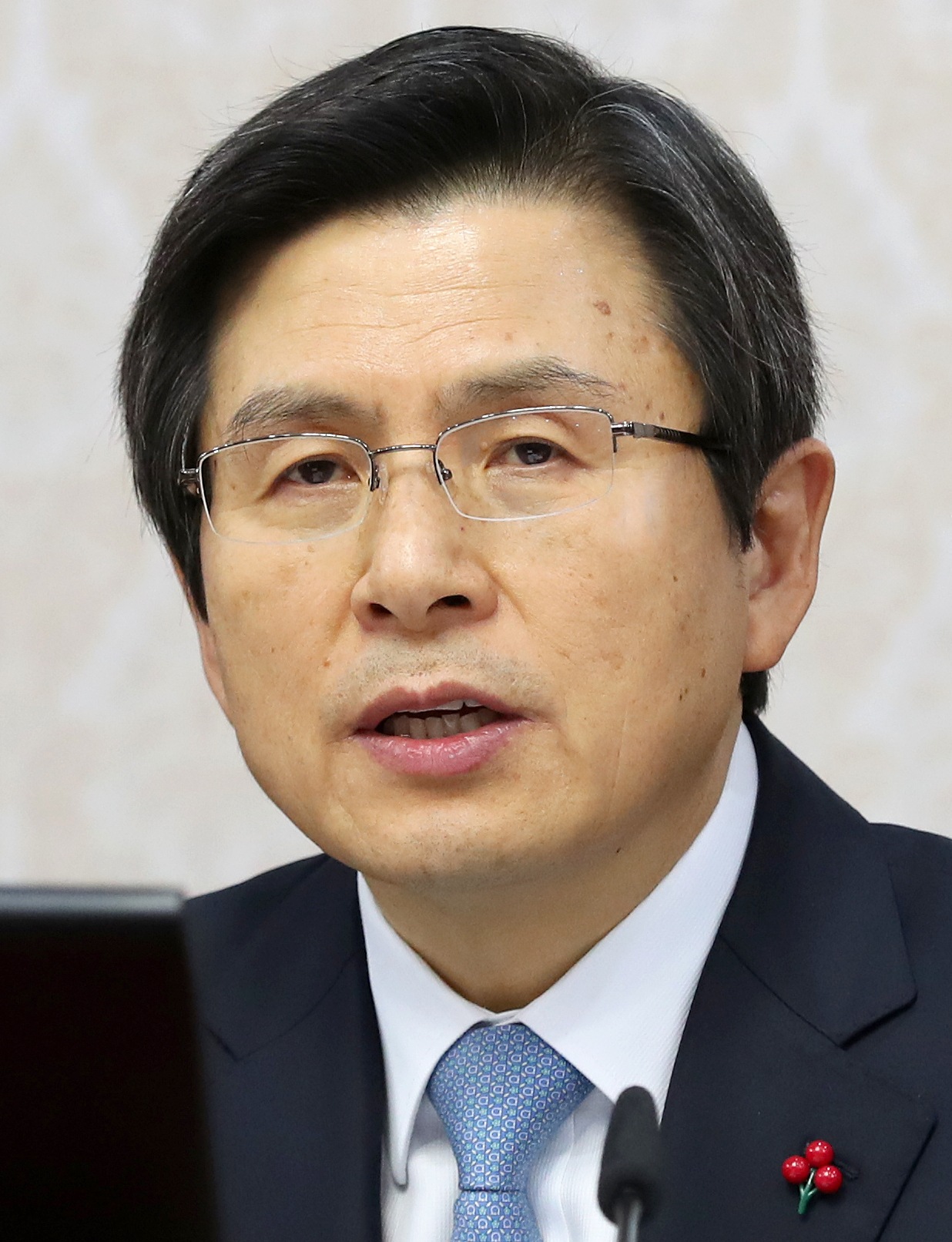
هوآنگ کیو-آن (acting: December 2016–2017)[ب]